# La Chapelle-des-Marais

Localització de La Chapelle-des-Marais

La Chapelle-des-Marais (en bretó Chapel-ar-Geunioù) és un municipi francès, situat a la regió de país del Loira, al departament de Loira Atlàntic, que històricament ha format part de la Bretanya. L'any 2006 tenia 3.199 habitants. Limita amb els municipis d'Herbignac, Missillac, Sainte-Reine-de-Bretagne i Saint-Joachim.

## Demografia
| 1962                                       | 1968  | 1975  | 1982  | 1990  | 1999  |
| ------------------------------------------ | ----- | ----- | ----- | ----- | ----- |
| 2.476                                      | 2.550 | 2.767 | 3.037 | 3.206 | 2.955 |
| Des de 1962: població sense dobles comptes |       |       |       |       |       |

## Administració
| Període   | Identitat       | Partit |
| --------- | --------------- | ------ |
| 2001-2008 | Jacques Boisson | PS     |
| 2008-     | Franck Hervy    | PS     |